# Maradipura, Mandya
Maradipura là một làng thuộc tehsil Mandya, huyện Mandya, bang Karnataka, Ấn Độ.